# Palazzo Belgioioso Mapelli
Palazzo Belgioioso Mapelli, indicato talvolta come Palazzo di Barbara Belgioioso, è un palazzo storico di Milano situato in via Sant'Eufemia n. 2/4.

## Storia
Il palazzo fu costruito su progetto di Giacomo Muttone ad inizio XVIII secolo su commissione dei marchesi Novati. Divenuto a metà Settecento proprietà della contessa Barbara Belgioioso, l’edificio fu poi acquistato dai conti Mapelli. Discendente dei Mapelli fu Achille, partecipante alla Spedizione dei Mille insieme a Garibaldi, e che visse per diversi anni del XIX secolo nell'edificio. 
Al tempo della contessa di Belgioioso, il palazzo era noto per ospitare le riunioni degli Arcadi milanesi nei suoi vasti giardini, alle quali partecipava sporadicamente anche il filosofo Pietro Verri, ritenuto il fondatore della scuola illuministica milanese. Celebre è stato il soggiorno del conte di Cagliostro nell'anno 1788, durante il quale egli studiò la posizione e la struttura del palazzo, attribuendo al numero delle finestre un significato cabalistico.
Dal 1773 il palazzo ospitò al piano terreno la banca Perego e Belloni, da cui ebbero principio con Gaetano le fortune dei Perego di Cremnago. Una larga porzione dell'aristocrazia lombarda era solita rivolgersi alla banca Perego e Belloni per le proprie attività, tra cui Luigi Porro Lambertenghi e Giorgio Giulini. La contrada Sant’Eufemia era frequentata da circoli intellettuali e finanziari molto importanti, divenendo dunque uno snodo centrale della vita aristocratica della città, appena vicino al Duomo, proprio grazie al Palazzo Belgioso poi Mapelli.
Nel grande giardino, oggi scomparso e all’epoca noto con il nome di “Bosco di Parrasio”, era solito passeggiare Cesare Beccaria con il nipote Alessandro Manzoni. Diverse fonti riportano che Manzoni si ispirò alle passeggiate nel “Bosco di Parrasio” per la narrazione del capitolo XVII dei Promessi Sposi, dove Renzo si addentra in un bosco.

## Architettura
Il palazzo fu realizzato dall’architetto Giacomo Muttone nel periodo in cui lavorava anche per i marchesi Novati alla sistemazione della villa di Merate. L'edificio presenta un vasto fronte con ventuno finestre e due portali monumentali sormontati da balconi con complesse trame decorative. La lunga fila di finestre presentava la medesima decorazione con cornici mistilinee in stucco. Il palazzo, devastato gravemente nei bombardamenti della seconda guerra mondiale, conserva dell'originale solo parte dell'antica facciata.
La facciata dell’edificio è caratterizzata da due portali e da tre mossi balconi. L’edificio, esempio di barocchetto del primo Settecento, si ispira allo stile del Ruggeri manifestato nel palazzo Cusani, viste le somiglianze, a cominciare dalla fronte, con i due portali e il balcone al centro, dalla semplicità degli elementi architettonici, anche se non mostrano quello slancio verticale e di quell'intenso gusto di chiaroscuro ruggeriano. 
L’edificio presentava un grande giardino, uno dei più vasti di Milano, noto con il nome di “Bosco di Parrasio”. Fu distrutto dai bombardamenti durante la Seconda guerra mondiale. Il giardino dava alla contrada un’immagine agreste di sorprendente effetto.
Le finestre sono contornate da lisce cornici ed anche i portali, pur decorati secondo il gusto del barocchetto settecentesco, mancano completamente dello slancio verticale e di quel forte senso di chiaroscuro che caratterizza l'opera del Ruggeri. Qui anzi il ritmico ripetersi delle finestre, sottolineato dalla lunga fascia marcapiano, accentua lo sviluppo orizzontale della facciata. All'interno l'edificio si articolava attorno a due cortili: uno di servizio, che disimpegnava scuderie, magazzini e zona della servitù, e l’altro principale, porticato con colonne tuscaniche, su cui davano gli appartamenti di rappresentanza. Questi, che riprendono il solito schema distributivo delle case dei nobili consistevano in una serie di sale e saloni decorati con stucchi e porte di legno intagliato ed arredati con bellissimi mobili settecenteschi.